# Frances Harper
Frances Ellen Watkins Harper, född 24 september 1825, död 22 februari 1911, var en amerikansk abolitioist, suffragist, poet, lärare, talare och författare.
Harper föddes som en fri kvinna i Baltimore, Maryland. Hon hade en lång och produktiv karriär och publicerade sin första poesibok vid 20 års ålder. Vid 67 års ålder publicerade hon sin hyllade roman Iola Leroy (1892) vilken gjorde henne till en av de första afroamerikanska kvinnor som publicerade en roman.
Harper dog vid 85 års ålder den 22 februari 1911, nio år innan kvinnor fick rösträtt i USA.